# 스칼리차구

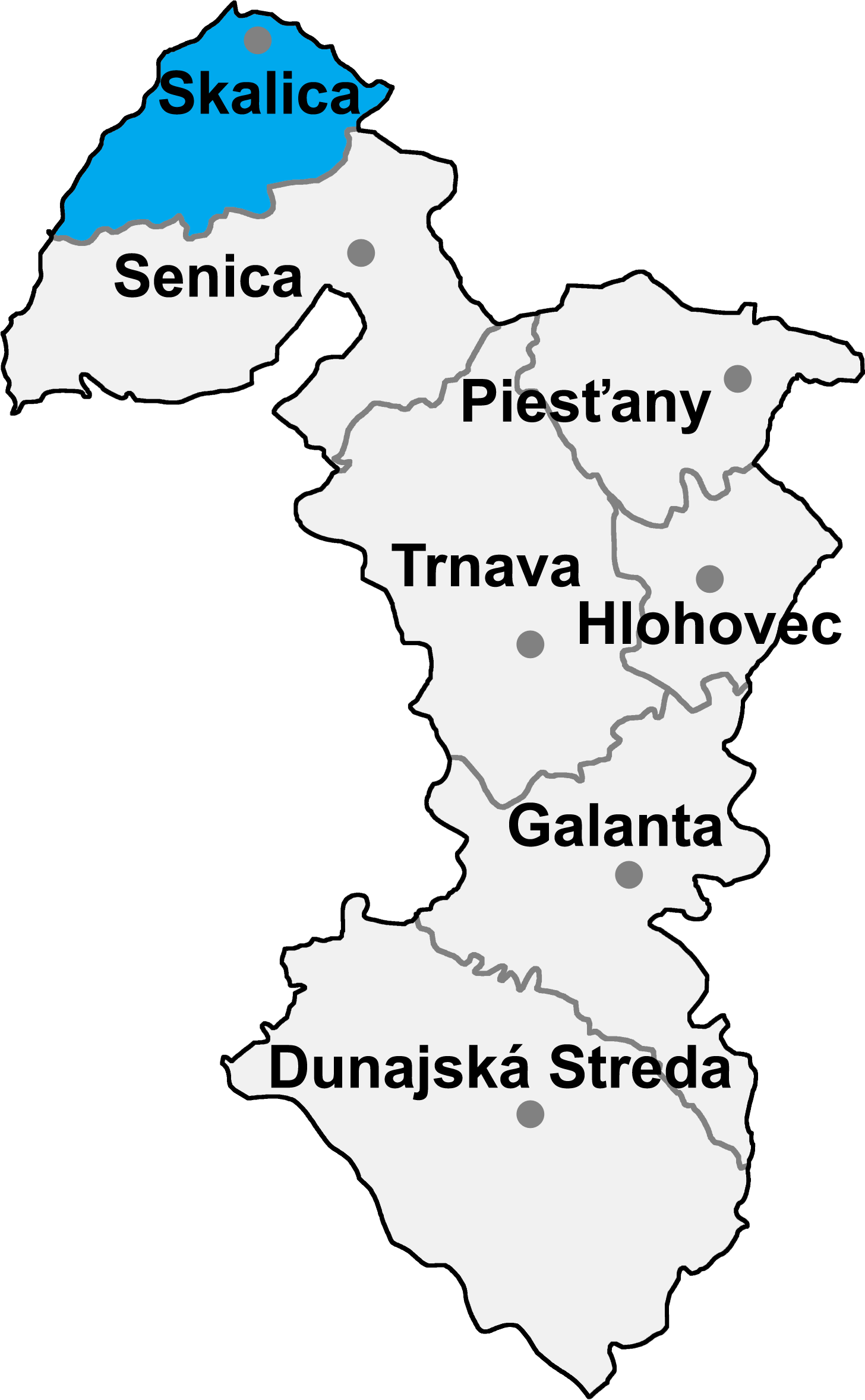
스칼리차구의 위치

스칼리차구(슬로바키아어: Okres Skalica)는 슬로바키아 트르나바주를 구성하는 7개 구 가운데 하나로 행정 중심지는 스칼리차이며 면적은 357.14km2, 인구는 46,934명(2014년 기준), 인구 밀도는 131.42명/km2이다.
트르나바주 북부에 위치하며 21개 지방 자치체(3개 시, 18개 마을)를 관할한다. 북쪽과 서쪽으로는 체코와 국경을 접하며 남쪽으로는 세니차구, 동쪽으로는 트렌친주 미야바구와 접한다.